# Березовский сельский совет (Лубенский район)
Березовский сельский совет (укр. Березівська сільська рада) — входит в состав
Лубенского района
Полтавской области
Украины.
Административный центр сельского совета находится в 
с. Березовка.

## Населённые пункты совета
- с. Березовка
- с. Кревелевка
- с. Тотчино
- с. Шинковщина
- с. Кучеровка